# 雪風號驅逐艦
雪風（日语：／ Yukikaze），是大日本帝國海軍的驅逐艦，陽炎型8號艦。戰後被當作賠償艦交給中華民國海軍並命名為丹陽號。

## 概要
该艦是在眾多投入到太平洋戰爭的大日本帝國海軍（包括朝潮型驅逐艦、陽炎型驅逐艦及其改良型的夕雲型驅逐艦，以及島風共50艘新銳的艦隊型驅逐艦）之中，唯一1艘從戰前即已成軍並殘存至終戰的甲型驅逐艦（乙型驅逐艦則有響、潮2艘）。由于日本海軍的驅逐艦經常投入激戰區，損耗率極高，而「雪風」不但參與過16次以上的作戰並取得戰果，且近乎絲毫無損的状态存留至戰爭结束，擁有著「不死鳥」「奇跡的驅逐艦」（奇跡の駆逐艦）等美稱。

## 戰歷
「雪風」於1939年（昭和14年）3月24日下水，並在1940年（昭和15年）1月20日於佐世保海軍工廠竣工。開戰前與「時津風」、「初風」及「天津風」組成第十六驅逐隊，「雪風」為驅逐隊司令艦。開戰時，驅逐艦長為飛田健二郎中佐。「雪風」所屬的第十六驅逐隊與第二十四驅逐隊共同組成第四急襲隊，並以輕巡洋艦「長良」為旗艦。

### 開戰
於1941年12月12日初次參戰，並在菲律賓的黎牙實備進行登陸支援。其後於12月24日參與拉莫灣的登陸支援，但被P-40的機槍掃射而令油缸受損，並且有6名人員受輕傷。12月27日，於棉蘭老島的達沃接受工作艦「明石」的維修。工程進行期間，重巡洋艦「妙高」因B-17轟炸機空襲而受損，而「雪風」在飛田艦長的指揮下成功躲避該次轟炸。1942年1月9日，下轄於高木武雄少將指揮的東方攻略部隊，並作為第二護衛隊（第二水雷戰隊）的一員從達沃灣出擊。1月11日參與万鸦老攻略作戰，於基麻作為登陸作戰進行支援，24日於肯達里、31日於安汶、2月20日於帝汶島各地從事登陸作戰支援。2月27日在泗水參與爪哇海战役，此次海戰亦為「雪風」初次參與的海戰，期間曾救助約40名盟軍士兵。3月3日，於泗水北方海域取得擊沉美軍潜艇「白樺」號的記錄。3月29日，參與新畿內亞西部方面攻略的掃蕩戰「N作戰」，4月23日於安汶出港，4月30日回到日本本土吴港。
於6月參與中途島海戰，當時為近藤信竹中將所指揮的第二艦隊攻略部隊的一員。原本作為輸送船團（運輸船隊）的護衛並預備從事防空戰，但由於南雲機動部隊在海戰中損失了全部4艘主力航空母艦（赤城、加賀、蒼龍、飛龍）而被逼撤退。在返回吳後，艦長改為菅間良吉中佐。7月14日，「雪風」再次被編入大規模的艦隊中，並所屬於第十戰隊。在完成航空母艦「飛鷹」訓練期間的伴隨任務後，與僚艦「時津風」共同為輸送船「南海丸」作護衛，並在7月26日進入拉包爾。輸送任務完成後航向特鲁克岛錨地，並參加因美軍登陸瓜達爾卡納爾島而爆發的第一次所羅門海戰。返回特鲁克岛後，從事重巡洋艦「最上」（於中途島海戰嚴重受損）回航佐世保的護衛任務。9月4日，護衛由橫須賀出港的航空母艦「雲鷹」前往特鲁克岛。10月26日，所屬於第三艦隊（南雲機動部隊）並參與南太平洋海戰，當初為旗艦航空母艦「翔鶴」的直衛，在「翔鶴」中彈後改為航空母艦「瑞鶴」的護衛艦並與美軍軍機交戰。在海戰後，由於守衛「瑞鶴」有功而被山本五十六聯合艦隊長官授予感謝狀。
11月，瓜達爾卡納爾島的戰局對日軍愈趨不利。日本海軍聯合艦隊司令部決定以兩艘金剛型戰艦（比叡、霧島）向瓜達爾卡納爾的亨德森飛行場進行砲擊。「雪風」被編入向飛行場進行砲擊挺身艦隊，並進入瓜達爾卡納爾島。美軍為迎擊日軍，兩軍因而爆發第三次所羅門海戰。11月12日深夜至11月13日黎明前發生第三次所羅門海戰中第一次夜戰，並為預計以外的夜間艦隊戰，過程相當混亂。根據齊藤通信士（艦橋勤務）所指出，激烈的攻擊在一瞬間已完結，連魚雷也沒有發射過。該戰鬥中，第十六驅逐隊僚艦「天津風」嚴重受損。「雪風」也被友軍艦艇誤射而發生若干水浸。第一次夜戰完結後，「雪風」與驅逐艦「照月」、「白露」、「夕暮」共同護衛不能操舵的旗艦及戰艦「比叡」。早上，於「比叡」乘艦的第十一戰隊司令官阿部弘毅中將已移乘到「雪風」。這時，「比叡」桅桿上因仍懸掛著戰艦用且很大面的中將旗而成為敵機的目標，並被近彈擊中。而「雪風」因鍋爐發生龜裂而發揮不到極速﹐於11月14日沒有參與第二夜戰，並往特鲁克岛錨地撤退。尚且，有見解指出戰艦「比叡」是被「雪風」的魚雷作擊沉處分。在戦闘詳報中指出美軍戰鬥機曾作出機槍掃射及美軍機投棄數枚魚雷的記錄。
受損的「雪風」在特鲁克岛錨地接受工作艦「明石」的修理後，於12月9日回到呉港。1943年1月19日﹐為航向南方的大和型戰艦「武藏」及輕巡洋艦「大淀」進行護衛，並於1月23日到達目的地。「雪風」與第十驅逐隊共同被編入南東方面部隊、後來被編入外洋部隊（第八艦隊），並前往拉包爾。

### 第十六驅逐隊
1943年2月1日期間參與達3次的瓜達爾卡納爾島撤退作戰（ガダルカナル島撤収作戦），任務取得成功。第一次作戰中驅逐艦「卷雲」觸雷沉没，第三水雷戰隊旗艦「卷波」遭美軍空襲嚴重損毀被「文月(睦月型駆逐艦)」拖曳返航。第二次作戰中驅逐艦「舞風」嚴重損毀被「長月(睦月型駆逐艦)」拖曳返航，「江風」及「黒潮」亦有所損傷。第三次作戰中驅逐艦「磯風」遭受空襲嚴重損毀。在毎次的艱鉅任務中均有驅逐艦受到損傷，只有「雪風」仍然絲毫無損。其後從事對萊城輸送部隊護衛任務，3月3日發生俾斯麥海海戰，合共7隻的輸送船團在美軍及澳軍的彈跳轟炸空襲下被全滅，並有3,000人戰死。包含「雪風」在進行護衛的8艘驅逐艦，有4艘（白雪、荒潮、朝潮、時津風）被擊沉。由開戰開始到第十六驅逐隊時期共同行動的僚艦及姊妹艦「时津风号驱逐舰」也在該戰鬥中被擊沉。其後，約2個月間從事所羅門海域的輸送任務。
1943年5月，美軍於阿留申群島阿圖島登陸令阿留申方面之戰漸轉不利，因此，「雪風」護衛航空母艦「瑞鶴」等的第一航空戰隊返回日本。5月7日到達東京灣，6月1日因需進行改裝而進入吴港。在吳港增設了25毫米槍機，以及當時最新的兵器雷達。
6月16日，「雪風」編入第二艦隊﹐並為第三艦隊（戰艦金剛、榛名）、第七戰隊（重巡洋艦熊野、鈴谷）作護衛航向特鲁克岛。在6月22日到達後，航向瑙魯島參與輸送作戰，亦為前往拉包爾的重巡洋艦「鳥海」從事護衛任務。6月30日，「雪風」隸屬於外南洋部隊，並與「谷風」、「江風」、「涼風」、「濱風」前往拉包爾。其後，來往於布因島與拉包爾之間，7月6日至9日，在這3日內作為第八艦隊的旗艦。以驅逐艦作為艦隊旗艦為極罕有的記錄。7月12日（伊藤俊二司令官）指揮第二水雷戰隊，並參加補給科隆班加拉島守備隊的物資輸送。7月12日夜間，美國艦隊因阻止日本艦隊而爆發科隆班加拉島海戰。「雪風」的雷達在夜間戰鬥有效發揮效果。該戰鬥由旗艦「神通」嚴重受損（後沈没）開始，其後「雪風」與「濱風」、「清波」、「夕暮」同共發射魚雷，令美軍方面有3艘輕巡洋艦嚴重損毀、1艘驅逐艦被擊沉、2艘嚴重損毀，而科隆班加拉島的登陸作戰亦獲得成功。有說法認為「雪風」擊沉了3艘巡洋艦。
7月20日，與重巡洋艦「鳥海」、「鈴谷」、「熊野」共同從事向科隆班加拉島的輸送作戰，在滿月的夜間受到美軍軍機的轟炸，驅逐艦「夕暮」、「清波」被擊沉，重巡洋艦「熊野」損毀嚴重。雪風乘組員內，有流言認為「夕暮」成了「雪風」的替身。7月25日，「雪風」在拉包爾出發並於4日後到達特鲁克岛。8月28日﹐為上月20日夜間空襲期間受損的重巡洋艦「熊野」作返回吳時的護衛，9月2日回到日本內地。在吳時增設25毫米機槍，10月6日為航空母艦「瑞鳳」作護衛，並在19日到達新加坡。11月15日至12月17日，為給糧艦「伊良湖」往來日本至特鲁克岛錨地期間的護衛。其間，第十六驅逐隊的僚艦「初風」在布干維爾島外海海戰中與重巡洋艦「妙高」相撞，並在其後沈没。
歸回吳港後，艦長由菅間良吉少佐轉為寺内正道少佐。另外，第十六驅逐隊司令，也從島居大佐轉為吉川文二大佐，而驅逐隊司令艦亦改為「天津風」。在這期間，「雪風」第三度進行改裝。拆除2號主砲（艦尾部分）並改成2座3聯裝九六式二十五毫米高角機槍，亦像刺蝟般在艦上其他地方增設了九六式二十五毫米高角機槍（3聯裝、單裝）﹐以圖強化對空裝備。在電探（雷達）方面，在前桅桿裝備了對水面用的22號，而後桅桿則裝上對空用13號。
1944年1月10日至11日，「雪風」與「天津風號驅逐艦」護衛包含輕型航空母艦「千歲」及4艘輸送船的七三一船團，由北九州門司出發航向新加坡。1月16日﹐「雪風」發現上浮的美軍潛艇，接著「天津風」對美軍潛竹艇進行攻擊，而「雪風」則返回作船團護衛。最後，
「天津風」被美軍潛艇「紅鰭」號的魚雷擊中，包含艦橋的前部艦身被炸斷﹐殘骸飄流在海上，而吉川驅逐隊司令亦戰死。輸送船團雖然蒙受以上損失﹐但任務尚算成功，「雪風」在2月4日返回日本。之後，「雪風」護衛著航空母艦「千歲」、驅逐艦「初霜」及第一航空艦隊前往塞班（2月5日～3月20日横須賀、3月29日～4月8日呉），之後亦與戰艦「大和」與重巡洋艦「摩耶」同行前林加錨地，與第一機動部隊合流。

### 第十七驅逐隊
第十六驅逐隊在開戰時共有4艘驅逐艦，但在1944年2月時「時津風」與「初風｣陸續沈没，「天津風」亦因嚴重損毀而正在修理當中，因此在事實上只剩下「雪風」1艘。在同隊解隊後，於3月20日，「雪風」被編入第十戰隊（旗艦輕巡洋艦「矢矧」）轄下的第十七驅逐隊，並作為5號艦。第十七戰隊中有「雪風」、同為陽炎型驅逐艦的「浦風(1944年11月沉沒)」、「磯風」、「濱風」、「谷風（1944年6月沉沒）」所構成，而由珍珠港攻擊與中途島海戰開始，為經常在最前線活動並經歷多次戰事的驅逐艦戰隊。在「谷風」乘組員之間開始流傳「雪風將十六驅逐隊的僚艦全部吃光（雪風が十六駆で僚艦を全部食い尽くした）」的流言﹐因此周遭的氣氛並不歡迎「雪風」的加入。
1944年5月，聯合艦隊主力進入塔威塔威錨地。第十七驅逐隊於同地開始進行對潜哨戒任務。5月14日，前年由寺內艦長擔任艦長職位的驅逐艦「電」被美軍潜艇以魚雷擊中並下沈，雖然「雪風」前往作出救援，但這時「電」已經完全沈没。5月18日，「雪風」因觸礁而令螺旋槳損毀。需要橫靠著戰艦「大和」，並由「大和」艦上的工作班之手進行應急修理。但因不能達到全速前進的狀態，在翌月的馬里亞納海戰中與驅逐艦「卯月」、「響」共同參加第二補給部隊並作為護衛。其後，美軍潛艇於塔威塔威錨地的行動中陸續將日本的驅逐艦擊沈，隸屬第十七驅逐隊的「谷風」就是被美軍潜艇「鯔魚」號(SS-257)的魚雷擊沈。亦為第四艘與「雪風」同隊後沈沒的艦隻。6月19至20日發生的馬里亞納海戰以日軍大敗告終，由「雪風」所護衛的補給船團亦受到空襲。「雪風」這時使用探照燈的強光照向美軍軍機機組人員，在使其目眩的奇招下擊落3架敵機，但仍不能完全擊退美軍軍機﹐6月20日，「雪風」將受到損傷的油槽船「玄洋丸」（與清洋丸）以魚雷作擊沈處分。6月26日，前往佩比達礁支援因座礁的驅逐艦「響」，助其成功逃脱後，於7月3日，回到日本。
於7月在因島船塢更換螺旋槳及再之強化對空兵裝，新增了25毫米單裝機槍10挺及13毫米單裝機槍4挺。西村祥治少將轄下的第二戰隊（戰艦扶桑、山城）被編入栗田健男中將的第二艦隊，由「雪風」「浦風」「磯風」「濱風」作護衛並於9月22至23日從日本出發，在10月4日到達林加錨地。。10月20日以後在雷伊泰灣海戰隸屬於第二艦隊第一遊擊部隊（通稱栗田艦隊）第2部隊﹐並參加對第三戰隊（戰艦金剛、榛名）的直衛任務。但由於「雪風」的渦輪發電機內的齒輪出現損傷，所以使用出力較小的柴油發電機參加海戰。
10月22日，栗田艦隊從汶萊出擊。在突入雷伊泰灣後，不但被美軍潛艇襲擊，更在美軍航空隊猛攻下，旗艦「愛宕」及戰艦「武藏」被擊沈而蒙受重大損失。姊妹艦「濱風」亦由中彈而速度下降，因而脫離為「武藏」作護衛的第十七驅逐隊。並且，「雪風」在7月時曾護衛過的戰艦「山城」及「扶桑」與以下的西村艦隊被全滅，而小澤機動部隊的航空母艦「瑞鶴」亦被擊沈。10月25日，上午7時45分，栗田艦隊與美軍護衛航空母艦部隊相遇。在這海戰中的栗田艦隊的全部將士，包括指揮官、參謀、軍官，更不用說「雪風」，所有人都將美軍的護衛航空母艦誤認為大型的正規航空母艦。在「大和」進行艦砲攻擊期間，包含了「雪風」的第十戰隊向10公里外的美軍艦隊發射了20枚以上（矢矧7枚、雪風與浦風4枚、野分不明、磯風等8枚）魚雷作遠距離攻擊，當中有1枚命中目標。可是，「雪風」卻報告「1艘美軍正規航空母艦被擊沈、1艘新型航空母艦發生大火、擊傷2艘驅逐艦、主砲發射了462枚砲彈（剩餘98枚）、機槍子彈1萬發、魚雷4枚（剩餘12枚）」。其後，「雪風」航向因美軍軍機攻擊而不能航行的重巡洋艦「摩」作救援，但後來「大和」發出『雪風得復歸原隊，筑摩的救助由野分進行（雪風は原隊に復帰し、野分は筑摩の救助に当たれ）』的命令。姊妹艦「野分」在救助已沈没的「筑摩」乘組員後作出退避行動，但被包括戰艦「新澤西」號的美軍艦隊捕捉而被擊沈。「野分」並沒有生還者，而「筑摩」的生還者為水上偵察機搭乘員與砲塔員各1名。另一方面，「雪風」前往因魚雷誘爆而不能航行的重巡洋艦「鈴谷」作救援，但在救援開始前「鈴谷」發生大爆炸，而令「雪風」倖免逃於難。
雷伊泰灣海戰後，日本軍艦從東南亞向日本撤退。這時艦隊的編成有所變更，第十戰隊解散，第十七驅逐隊改為下轄於第二水雷戰隊。這時的十七驅逐隊司令驅逐艦，因需為空襲的戰死者舉行水葬而令出港時間有所延遲，所以司令艦改回「浦風」。11月16日，戰艦「大和」「長門」及「金剛」從文萊錨地出港並由「雪風」等艦隻作護衛。11月21日，「金剛」與「浦風」在台灣近海被美軍潜艇「海獅」號(USS Sealion,SS-315)攻擊而沈沒。於「浦風」的谷井保驅逐隊司令官及以下全員戰死。因此第十七驅逐隊變成3艘。11月24日返回吳，「雪風」其後為戰艦「長門」作護衛並航向横須賀港，11月25日，進入横須賀港口。但之後並沒有閒著，第十七驅逐隊立刻折返吳並為航空母艦「信濃」進行護衛任務。「信濃」本為大和型戰艦第3號艦，後來因更改設計成為航空母艦，並為達七萬噸級的大型航空母艦空母。
在橫須賀出港後，「信濃」立即被美軍「射水魚」號（USS Archerfish, SS-311）跟蹤。「雪風」開始搜索在「信濃」的雷達中發現的不明目標，並報告『沒有對友軍識別作回應，乾舷高，應該是漁船（味方識別に応ぜざるも、乾舷高く、漁船と思われる）』作回覆。這漁船正是上浮後跟蹤「信濃」的「射水魚」號。11月29日，「信濃」在潮岬近海受到「射水魚」號的魚雷攻擊後沈没。1945年1月，第十七驅逐隊協助訓練特攻兵器回天。於3月19日的吳港空襲期間，身經百戰的戰艦「日向」與輕巡洋艦「大淀」等多數艦船開始受到損傷時，在繫留到川原石海岸附近浮標後以對空砲火還擊，有2架（或3架）美軍軍機被擊落。

### 聯合艦隊的毀滅
4月6日，「雪風」所屬於第二水雷戰隊（旗艦矢矧），參加了以戰艦「大和」為主軸的沖繩水上特攻作戰，從日本出擊。4月7日正午過後，受到約400架美軍飛機的猛烈攻擊，下午2時23分「大和」沉沒。「朝霜」、「霞」、第十七驅逐隊的「濱風」亦被擊沉，而「冬月」中度損毀、「涼月」嚴重損毀。當時「雪風」上的寺內艦長，先把將椅子放在艦橋並站在上邊後，再將頭部從天井的窗口中伸出，並以腳踢航海長右肩指示面舵（轉右），左肩則為取舵（轉左）作為操舵方法，全力迴避美軍軍機的攻擊。。雖然有1枚魚雷命中，但幸運地在艦底通過。另外，食品儲藏庫被火箭彈直接擊中，但信管沒有發動而沒有爆炸。由於被機槍掃射及近彈爆炸，艦上有3人戰死，另有15人受傷，但對艦上的戰鬥力不受影響。這海戰中，近乎沒有受損只有「初霜」，受傷者亦只有2人。寺内艦長在作戰期間﹐收到上級司令部的命令，進行對沈沒艦的救援作業。「雪風」收容了「大和」及不能航行的僚艦「磯風」的生還者，在晚上10時後，對「磯風」以艦砲及魚雷進行處分。這樣，第十七驅逐隊只剩下「雪風」1艘。
期後，「初霜」被編入第十七驅逐隊，並構成第三十一戰隊。5月15日，從佐世保出港後回航舞鶴港，在6月時因舞鶴亦受到空襲，所以在6月15日移動往宮津灣。但這避難港亦因B-29轟炸機投下的水雷而被封鎖。「初霜」在這裡等不到終戰，並於7月30日的空襲中，在回避攻擊的期間觸雷座礁並沈没。而「雪風」被1枚火箭彈命中但沒爆炸，而被機槍掃射下有1人戰死、20人受傷，也擊落1架美軍軍機。這次戰鬥也是「雪風」最後一次戰鬥，並等待8月15日的來臨。最後，第十七驅逐隊以剩下「雪風」1艘作結局。「雪風」在終戰期間，同時被編入第四十一驅逐隊，與潜水母艦「長鯨」共同回航舞鶴，這時的「雪風」在通過水雷後，該水雷在之後爆炸。8月26日改為第一預備艦，9月15日轉為特別輸送艦並引渡給美軍。10月15日，於帝國海軍艦籍中除名。
「雪風」的武名在日本海軍內相當有名，與另一幸運艦「時雨」合稱為吳的雪風　佐世保的時雨（呉の雪風　佐世保の時雨），算是幸運的還有航空母艦「瑞鶴」、輕巡洋艦「大淀」，可是在差不多終戰時沉没。依照戰艦大和沖繩特攻時的寺内正道「雪風」艦長所說，「雪風」能生還的理由，除乘員優秀外，同時的原因「還是運氣吧（やはり運だろう）」。

### 戰後
敗戰後的「雪風」與其他日本軍艦一樣，在解除武裝後，改為擔任復員輸送艦的任務。到1946年12月28日為止完成了第15次復員運輸任務，共將1萬3千人以上人員運送回國。其中包括日後成為漫畫家的水木茂，其曾畫過一部名為『驅逐艦魂』的作品，作品內的驅逐艦「旋風」即為影射寺內艦長時代的「雪風」。
「雪風」的战绩在戰後受到高度評價，戰後日本國產的護衛艦春風型的2號艦DD-102被命名為「雪風（ゆきかぜ）」，並由海上自衛隊所傳承。但最近有人在北海道根室市花咲港發現海上保安廳所配備的涼風級巡視艇成員之一——舷號CL－81的第三代雪風號巡視艇駐紮在此。

## 「丹陽」
1946年12月30日，「雪風」被指定為特別保管艦，並以戰時賠償艦引渡到聯合國。「雪風」的乘組員們不但沒有自暴自棄，反而到最後仍細心地整備，而聯合國方面則感嘆「戰敗國的軍艦仍不理後事，細心地整備及保養艦隻，真是令人驚嘆」。
1947年7月3日「雪風」到達上海高昌廟碼頭，於7月6日移交至中華民國，翌年5月1日改名為「丹陽艦」(DD-12)。成為中華民國艦隊的旗艦。
雪風號在移交時是無武裝狀態，長時間停泊在上海無法出海，僅在港內擔任訓練艦，無正式編制。直到1948年，因為國共內戰中華民國政府不斷戰敗，並在美援斷絕的情況下，丹陽號及命運相同的日償艦開始自上海拖曳到台灣基隆以免遭中国人民解放军擄獲。
丹陽號在基隆牛稠港船塢實施艦體修整，再拖到左營軍港執行再武裝計劃，直到1952年完工擔任戰備，同樣擔任中華民國海軍的旗艦；再武裝的丹陽號主要武器分別是艦艏A砲塔的雙連裝八九式127公厘高射炮、艦艉X、Y砲塔的九八式100公釐高射炮，搭配海軍自行以鋼板焊接而成的四角型砲塔，射控裝置則以技工人力調校整合。，中口徑武器同樣運用日製的九六式25毫米高射機炮，因臺灣島上無魚雷發射管庫存，因此丹陽艦取而代之的配置了比原先更多的25公厘機炮強化對中小型艦艇的壓制火力。
1953年8月，由中華民國海軍總司令馬紀壯中將率隊，編入丹陽艦、太昭號巡防艦、太湖號巡防艦等3艦組成首支敦睦艦隊赴菲律賓訪問。除了外交任務外，1953年至1954年期間，丹陽艦在作戰任務的重大成績為截獲中華人民共和國與波蘭合营的中波轮船股份公司之油輪“工作号”（「布拉卡」號） 、“哥特瓦尔特”号及蘇聯油轮“图阿普谢”号（"Tuapse"，当时译作陶普斯号）。其後因日本製造的武裝、彈藥及零件逐漸用盡等補給問題，丹陽號於1956年進行岸轟任務回航後在左營進行武裝改造，此次改造將所有日製武裝與射控系統通通拆除並全面更換美製裝備。
丹陽號更換的武器包括主炮統一為MK37 mod0型38倍徑5吋艦炮，該炮為開敞式設計，無搭配雷達與射控系統，只能對海射擊；該型炮原本主要配備在美軍後勤艦艇上，在1950年代中期國府採購一批供太字號巡防艦及尚服役戰備的陽字號驅逐艦換裝。副炮則加裝當時在永字號、江字號等巡邏艦上普遍運用的3吋艦炮及8門波佛斯40公釐高射砲、SC-2搜索雷達、MK6型深水炸彈施放軌等。和前幾型的差別最大者尤以40快炮為甚，由於丹陽艦始終沒有可以信賴的火控系統與雷達為主炮獲得完整的火力優勢，1950年代初首次再武裝時甚至造了個假雷達欺敵，在面對以快速炮艇、魚雷艇的中國人民解放軍海軍時需要倚靠大量中近距離駁火武器取得火力優勢，因此到服役後期甚至搭載了10門40快砲。

### 服役经历

#### 攔截蘇聯油輪
1954年6月23日，根据来自海外的情报，海军总司令马纪壮上将亲自指挥海空搜索，蘇聯油輪“陶普斯”號(俄语：Туапсе、以黑海度假城市圖阿普谢命名)在運送油料從中東前往天津港途中，被中華民國海軍「丹阳」舰在台湾海峡(东经120度39分，北纬19度35分) 攔截，隨後捕获押返高雄，所載的大批航空汽油亦成为战利品，卸载后交由中华民国空军使用。船上海员共49人，均为苏联籍。其中有39人经法国政府代苏联出面斡旋后，於1955年7月遣返苏联；另有10名则以政治庇护名义留台在宜兰与桃园等地集中居住长达卅多年，其中有一人上吊自杀，这批人直到1988年解严后才离台回国。1955年10月20日陶普斯號被改名為「會稽」"306"号運油艦，編入中華民國海軍。船上的中外籍船員則遭到扣留。 “陶普斯”號油輪船身长489.25呎、宽62.9呎、吃水27.4呎、满载排水量18,000吨、轻排水量4,900吨、油料载运量13,000吨。 一部柴油主机5,520匹马力，最高航速14.5节，巡航速率7节。编为「會稽」号后定员军官22人、士官兵88人，主要任务为每个月基隆与高雄给空军机场运送喷射飞机油一趟， 但在台湾南北输油管接通后连这项任务也都没有了，只好早早除役以节省人力经费。1960年前后台灣航業股份有限公司曾希望海军将该船交给该公司营运，海军本已答应后因种种顾虑而又做罢，本舰於1965年10月1日除役。

#### 攔截中波公司輪船
1951年6月中华人民共和国（下称大陆）與波蘭政府合资成立中波轮船股份公司。1953年7月中波轮船股份公司“布拉卡”（中译“工作”）号油轮，经过比利时安特卫普船厂大修出厂，经停罗马尼亚康斯坦察港装载煤油和杂货9019吨，1953年8月30日离开装货港驶向上海。1953年10月4日下午，该船航行在台湾以东海面离台湾岛125海里处（北纬21°27'、东经122°43'）遭「丹阳」驱逐舰拦截，军舰人员于18时登上“布拉卡”轮，将船押送高雄港。该船有波蘭船员29人，大陆籍船员17人，扣押于高雄左营军法处。
1954年3月18日，中波轮船股份公司“哥德瓦尔特”号远洋货轮由波兰革但斯克港开出，装载五金杂货7066吨。1954年5月9日上午离黄埔港。5月12日14时20分船航行在台湾东南海区北纬20°30'、东经128°07'处，遭「丹阳」舰炮击，15时20分又遭炮击，在北纬23°24'、东经128°07'处被迫停车，押往台湾基隆港。船上33名波兰船员，大陆籍船员12人，先后被关押在高雄左营军法处、海军陆战队台湾警务处。两船波兰船员经波兰政府向美国交涉获释；两船共29名大陸船员被转入綠岛集中营，其中11人经国际红十字会营救于1956年返回大陆，其余18人在火烧岛羁押7年，“布拉卡”轮政委刘学勇、“哥德瓦尔特”轮三副周士栋、二副姚淼周，被判处“叛乱罪”枪决。其余人，1人死于狱中，5人于1988年解严后回大陆定居，5人在台病故或车祸亡，4人在台湾定居。

#### 九二海戰
丹陽號在1958年8月23日爆發的第二次台灣海峽危機時並無直接參與戰役，只有在9月為救援九二海戰遭重創的沱江號巡邏艦時曾短暫開赴金門前線救援。當時的丹陽號極速僅剩29節。
1959年8月3日，丹陽艦宣稱與中國人民解放軍海軍2艘巡洋艦（實為近海巡邏艦，但解放军方面無資料）交戰，取得擊沉1艘、重創1艘的戰果。在1964年5月1日支援四礵列島的特戰滲透任務。

### 除役
丹陽艦在1964年12月舉辦的觀艦式仍編列於戰列之中，但是機件老化及後勤料件取得不易等問題仍讓海軍決定在1965年12月16日將她降旗停役，1966年11月16日正式除役。隨後丹陽艦靠泊在左營港作為訓練艦，1969年夏天因暴風雨導致艦底破損，在艦齡29年時開始解體處分，並在1971年12月31日完成拆解。
丹陽艦除役起，曾在雪風號服役的日本人組成了「雪風永久保存期成會」（會長：野村直邦），該團體致力於促成「最後之日本海軍艦艇」能歸還日本（正式的手續上不是從中華民國海軍艦艇中「歸還」，而是「贈送」），但1969年暴雨造成的破損讓雪風號在技術上要拖曳回日本已不可行，遂在1970年再次進行聯絡後便將該艦解體。另亦出現因老化而解體的異說。1971年12月8日，中華民國政府將舵輪及锚贈予日本，舵輪於江田島的舊海軍兵學校內的教育参考館內，而錨則在庭園中展示。另外，一只車葉及艦鐘於台灣左營的海軍官校展示。

## 歷代艦長

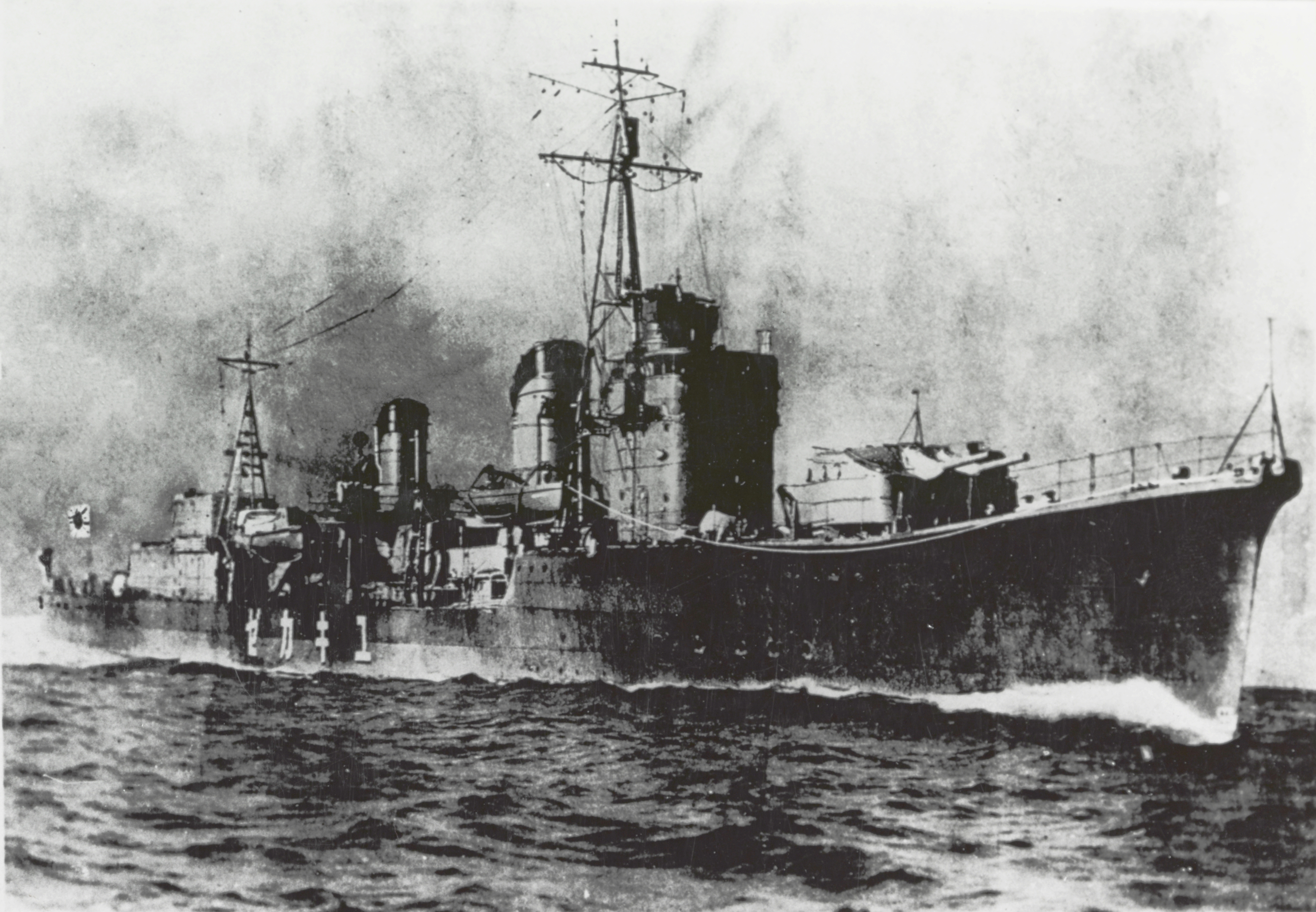
「雪風」，於昭和15年（1940年）1月攝影。

### 艤裝員長
1. 田口正一 少佐：1939年8月1日 -

### 艦長
1. 田口正一 中佐：1939年12月5日 -
2. 脇田喜一郎 中佐：1940年11月15日 -
3. 飛田健二郎 中佐：1941年7月25日 -
4. 菅間良吉 中佐：1942年6月23日 -
5. 寺内正道 少佐：1943年12月10日 -
6. 古要桂次 中佐：1945年5月10日 -
7. 橋本以行 中佐：1945年11月20日 -[120]
8. 佐藤精七 少佐：1945年11月27日 -
9. 高田敏夫 少佐：1946年10月26日 -
10. 東日出夫 中佐：1947年4月 - 8月

### 丹陽艦長
1. 褚廉方 上校：1949年1月1日 -
2. 俞柏生 上校：1952年10月16日 -
3. 邱仲明 上校：1954年2月1日
4. 王庭萀 上校：1957年4月23日 -
5. 王椿庭 上校：1957年9月30日 -
6. 鄭本基 上校：1959年3月1日 -
7. 雷泰元 上校：1961年12月16日 -
8. 彭運生 上校：1963年2月16日 -
9. 賴成傑 上校：1965年12月16日 -

## 雪風的塑膠模型
- 1/350 有名艦船系列「日本海軍 甲型驅逐艦 雪風」（長谷川）

為長谷川65週年企劃，以全新規格的金屬模具製作，已於2006年開始發售。有2種版本。
「昭和十五年竣工時」（No.40063)
「天一號作戰」(No.Z22)
- 1/350 艦船系列 No.20 「日本驅逐艦 雪風」（田宮）

2008年發售。重現「天一號作戰」時期的形態。
- 1/700 水線船系列(WATER LINE SERIES) No.421 「雪風」（青島文化教材社）

1972年發售。舊版。
- 1/700 水線船系列 No.444 「雪風1945」（青島文化教材社）

2004年發售。以全新金屬模具製作的更新版，與舊版完全不同。
- 1/700 全艦體模型「中華民國海軍旗艦 丹陽」（青島文化教材社）

2008年發售。使用水線船系列「雪風1945」的一部分組件，為包含水線以下艦體，並重現中華民國海軍驅逐艦時代「雪風」＝「丹陽」的形態。其武裝為第2次改裝後的狀態。亦為「丹陽」最初商品化的模型。
- 1/700 世界作戰艦艇系列(World Warship series) №W25。「日本海軍 驅逐艦 雪風」（PIT-ROAD）

- 1/300 特別限定商品 舊日本海軍甲型驅逐艦 雪風 2013年6月29日發售，付水中馬達。

## 描寫雪風為主角的電影
；《驅逐艦雪風》（松竹　1964年）
以一位主計兵的角度，描述「雪風」的戰歷、建造相關內容的作品。電影中使用繼承「雪風」艦名的護衛艦「雪風（ゆきかぜ）」來「飾演」「雪風」。
『雪風 YUKIKAZE』（SONY PICTURES 2025年8月上映）
索尼影視娛樂預計發行的電影，應用電腦特效重現的風采。

## 註腳
1. ↑  #不沈艦生涯(新版)16頁、「特保艇現状調書(1月分)」p.5
2. ↑  #不沈艦生涯(新版)20頁、#雪風ハ沈マズ新装9頁
3. ↑  #不沈艦生涯(新版)23頁、#雪風ハ沈マズ新装30頁
4. ↑  #雪風ハ沈マズ新装31頁
5. ↑  #雪風ハ沈マズ新装33頁
6. ↑  #雪風ハ沈マズ新装35頁
7. ↑  #雪風ハ沈マズ新装36-37頁
8. ↑  #不沈艦生涯(新版)37-38頁
9. ↑  #不沈艦生涯(新版)39頁
10. ↑  #不沈艦生涯(新版)41頁
11. ↑  #不沈艦生涯(新版)48頁
12. ↑  #雪風ハ沈マズ新装133-134頁
13. ↑  #不沈艦生涯(新版)48頁、#一海軍士官74-75頁
14. ↑  #一海軍士官77頁
15. ↑  #雪風ハ沈マズ新装135頁、#一海軍士官78頁
16. ↑  #不沈艦生涯(新版)50頁
17. ↑  #雪風ハ沈マズ新装137頁、#一海軍士官79頁
18. ↑  #雪風ハ沈マズ新装139頁、#一海軍士官80頁
19. ↑  #雪風ハ沈マズ新装153頁
20. ↑  #海軍艦隊勤務195頁、#一海軍士官84頁
21. ↑  #雪風手記342頁。該砲彈的底部有佐世保鎮守府的刻印。
22. ↑  #一海軍士官85頁
23. ↑  #雪風ハ沈マズ新装172-173頁、#一海軍士官86頁
24. ↑  #雪風ハ沈マズ新装182頁、#雪風手記342頁
25. ↑  #海軍艦隊勤務196頁、#一海軍士官88頁
26. ↑  #海軍艦隊勤務196頁、#一海軍士官89頁
27. ↑  #一海軍士官90頁
28. ↑  #海軍艦隊勤務197頁
29. ↑  #雪風ハ沈マズ新装198頁
30. ↑  #雪風ハ沈マズ新装201頁
31. ↑  #雪風ハ沈マズ新装206頁
32. ↑  #雪風ハ沈マズ新装213-216頁
33. ↑  #不沈艦生涯(新版)77頁
34. ↑  #不沈艦生涯(新版)81頁
35. 1 2  #雪風ハ沈マズ新装230頁
36. ↑  #雪風ハ沈マズ新装231頁
37. ↑  #雪風ハ沈マズ新装232頁
38. ↑  #雪風手記49頁
39. ↑  #雪風ハ沈マズ新装246頁
40. ↑  #不沈艦生涯(新版)87頁、#雪風手記366頁
41. ↑  #雪風ハ沈マズ新装258頁、#一海軍士官140-141頁
42. ↑  #海軍艦隊勤務199頁、#一海軍士官142頁
43. ↑  #雪風ハ沈マズ新装264-265頁
44. ↑  #雪風ハ沈マズ新装269頁、#一海軍士官145頁
45. ↑  #一海軍士官148頁
46. ↑  #不沈艦生涯(新版)91頁、#一海軍士官148頁
47. ↑  #雪風ハ沈マズ新装275頁
48. ↑  #雪風ハ沈マズ新装277頁
49. ↑  #不沈艦生涯(新版)93頁
50. ↑  #雪風ハ沈マズ新装276頁
51. ↑  #雪風ハ沈マズ新装282頁、#一海軍士官149頁
52. ↑  #一海軍士官149頁
53. ↑  #雪風ハ沈マズ新装283頁、#一海軍士官150頁
54. ↑  #雪風ハ沈マズ新装283頁、#一海軍士官151頁
55. ↑  #不沈艦生涯(新版)99頁、#証言田口77頁
56. ↑  #雪風ハ沈マズ新装287頁
57. ↑  #雪風手記495頁。山田安治(看護兵曹)談。谷風→浜風→雪風。
58. ↑  #不沈艦生涯(新版)103頁
59. ↑  #雪風ハ沈マズ新装293-294頁、#証言田口81頁
60. ↑  #雪風ハ沈マズ新装296頁、#証言田口82頁
61. ↑  「あ号作戦第10戦隊戦闘詳報第12号」p.3
62. ↑  #不沈艦生涯(新版)105頁、#雪風ハ沈マズ新装299頁
63. ↑  #不沈艦生涯(新版)107-108頁、#雪風ハ沈マズ新装306-307頁
64. ↑  #雪風ハ沈マズ新装308頁、#証言田口p.86、「昭和19年6月1日～昭和19年6月30日　第10戦隊戦時日誌」p.11
65. ↑  「昭和19年6月1日～昭和19年6月30日　第10戦隊戦時日誌」p.11
66. ↑  #雪風ハ沈マズ新装313頁、「昭和19年7月1日～昭和19年11月15日　第10戦隊戦時日誌(2)」p.6
67. ↑  #証言田口87頁、「昭和19年7月1日～昭和19年11月15日　第10戦隊戦時日誌(3)」pp.4-5
68. ↑  #不沈艦生涯(新版)111頁、#雪風ハ沈マズ新装316頁
69. ↑  #雪風ハ沈マズ新装321頁
70. ↑  #雪風ハ沈マズ新装322頁、#雪風手記418-419頁
71. ↑  #雪風ハ沈マズ新装337頁
72. ↑  #雪風ハ沈マズ新装346頁
73. ↑  #雪風ハ沈マズ新装368頁
74. ↑  #雪風ハ沈マズ新装360頁、#証言田口p.93「会心の魚雷発射」
75. ↑  #証言田口94頁、「捷号作戦戦闘詳報(比島方面決戦)(1)」p.12、「捷号作戦戦時日誌(4)第10戦隊」p.48
76. ↑  #証言田口96頁
77. ↑  #雪風手記511,522頁
78. 1 2  #不沈艦生涯(新版)126頁
79. ↑  #不沈艦生涯(新版)127頁、#雪風ハ沈マズ新装384頁
80. ↑  #雪風ハ沈マズ新装384頁、#証言田口102頁
81. ↑  #雪風ハ沈マズ新装389頁
82. ↑  豊田穣 『空母「信濃」の生涯』(光人社NF文庫、2000年)225頁
83. ↑  #不沈艦生涯(新版)134-135頁、#雪風ハ沈マズ新装402-403頁
84. ↑  #雪風ハ沈マズ新装406-407頁
85. ↑  #不沈艦生涯(新版)145頁、#雪風ハ沈マズ新装419頁
86. ↑  #雪風ハ沈マズ新装430頁、#証言田口119頁
87. ↑  #不沈艦生涯(新版)152頁、#雪風手記443-444頁
88. ↑  「昭和20年2月1日～昭和20年4月10日　第2水雷戦隊戦時日誌戦闘詳報(3)」p.31
89. ↑  #不沈艦生涯(新版)151頁、#雪風手記472頁
90. ↑  #雪風ハ沈マズ新装435-437頁、#証言田口122頁
91. ↑  #証言田口123頁
92. ↑  #不沈艦生涯(新版)156頁
93. ↑  #不沈艦生涯(新版)157頁
94. ↑  #雪風ハ沈マズ新装439-440頁
95. ↑  #不沈艦生涯(新版)158頁、#雪風ハ沈マズ新装442頁、#証言田口127頁
96. ↑  #雪風手記391頁
97. ↑  #雪風手記395頁
98. ↑  #不沈艦生涯(新版)161頁、#雪風ハ沈マズ新装444頁
99. ↑  #不沈艦生涯(新版)161頁
100. ↑  #雪風ハ沈マズ新装322-323頁、原為一『帝国海軍の最後』124、137頁
101. ↑  #雪風手記434頁
102. ↑  #雪風ハ沈マズ新装445頁
103. ↑  #不沈艦生涯(新版)169頁、#雪風ハ沈マズ新装446頁
104. ↑  #不沈艦生涯(新版)169-170頁
105. ↑  #雪風ハ沈マズ新装447頁。赤い夕陽、もしくは朝陽という意味。
106. ↑  #不沈艦生涯(新版)176頁
107. ↑  由於當時中國並未有自行製造火砲的技術，因此無武裝的雪風號使用的武裝從何而來一直有存在爭議。曾有研究者認為，應該是從同時移交的宵月號驅逐艦換裝過去的；但宵月號時亦為無武裝狀態移交，該論點不攻自破。因此目前研究者普遍認為，丹陽艦的主砲是從高雄壽山要塞中拆出，同時移出的還有一批該砲的彈藥。
108. ↑  除了武裝來源外，當時中華民國缺乏船隻相關設計圖來進行維修及武裝整合的經驗，「雪風」為何能在短時間內修復完成也是軍史界的一個謎團，曾有雜誌提出當年中華民國海軍中，有舊日本海軍技工所組成的青團來協助進行日本製軍艦維修，但這傳言在目前並未獲得任何官方文獻或是當事者證實。
109. ↑  .   [2016-08-29]. （原始内容存档于2020-04-04）.
110. ↑  "Russian-Taiwanese Relations: Current State, Problems, and Prospects of Development" by P. M. Ivanov
111. ↑  Beatrice Daily Sun 1954年6月25日
112. ↑  #雪風手記634頁
113. ↑  .   [2012-08-13]. （原始内容存档于2015-06-23）.
114. ↑  #雪風手記57頁
115. ↑  #雪風ハ沈マズ新装449頁
116. ↑  #不沈艦生涯(新版)195頁
117. ↑  #不沈艦生涯(新版)203-204頁
118. ↑  #雪風ハ沈マズ新装450頁、#雪風手記12頁
119. ↑  #雪風手記356頁
120. ↑  在發令翌日，由於需前往華盛頓作為「印第安納波里」號被擊沈的証人，因此實際上並沒有履任
121. ↑  . Yahoo!ニュース.   [2024-12-10] （日语）.